# Wilhelm Melliger
Wilhelm Melliger –conocido como Willi Melliger– (Buttwil, 26 de julio de 1953–16 de enero de 2018) fue un jinete suizo que compitió en la modalidad de salto ecuestre.
Participó en cuatro Juegos Olímpicos de Verano, obteniendo dos medallas de plata, en Atlanta 1996, en la prueba individual, y en Sídney 2000, en la prueba por equipos (junto con Markus Fuchs, Beat Mändli y Lesley McNaught), el quinto lugar en Los Ángeles 1984 y el quinto en Barcelona 1992, por equipos. Ganó trece medallas en el Campeonato Europeo de Saltos Ecuestres entre los años 1981 y 2003.

## Palmarés internacional
| Juegos Olímpicos   | Juegos Olímpicos          | Juegos Olímpicos  | Juegos Olímpicos |
| Año                | Lugar                     | Medalla           | Categoría        |
| ------------------ | ------------------------- | ----------------- | ---------------- |
| 1996               | Atlanta (Estados Unidos)  | Medalla de plata  | Individual       |
| 2000               | Sídney (Australia)        | Medalla de plata  | Por equipos      |
| Campeonato Europeo |                           |                   |                  |
| Año                | Lugar                     | Medalla           | Categoría        |
| 1981               | Múnich (RFA)              | Medalla de plata  | Por equipos      |
| 1983               | Hickstead (Reino Unido)   | Medalla de oro    | Por equipos      |
| 1985               | Dinard (Francia)          | Medalla de plata  | Por equipos      |
| 1987               | San Galo (Suiza)          | Medalla de bronce | Por equipos      |
| 1989               | Róterdam (Países Bajos)   | Medalla de bronce | Por equipos      |
| 1991               | La Baule (Francia)        | Medalla de bronce | Por equipos      |
| 1993               | Gijón (España)            | Medalla de oro    | Individual       |
| 1993               | Gijón (España)            | Medalla de oro    | Por equipos      |
| 1995               | San Galo (Suiza)          | Medalla de oro    | Por equipos      |
| 1995               | San Galo (Suiza)          | Medalla de bronce | Individual       |
| 1997               | Mannheim (Alemania)       | Medalla de bronce | Individual       |
| 1999               | Hickstead (Reino Unido)   | Medalla de plata  | Por equipos      |
| 2003               | Donaueschingen (Alemania) | Medalla de bronce | Por equipos      |